# فرانک اشتبلر
فرانک اشتبلر (به انگلیسی: Frank Stäbler؛ زادهٔ ۲۷ ژوئن ۱۹۸۹) یک کشتی‌گیر اهل آلمان است که در دستهٔ سبک‌وزن کشتی فرنگی فعالیت می‌کند. اشتبلر برندهٔ مدال برنز بازی‌های المپیک ۲۰۲۰ توکیو و قهرمان سه دورهٔ مسابقات قهرمانی کشتی جهان در سال‌های ۲۰۱۵، ۲۰۱۷ و ۲۰۱۸ است.
در سطح اروپا نیز مدال برنز بازی‌های اروپایی ۲۰۱۵ و قهرمانی مسابقات قهرمانی کشتی اروپا در ۲۰۱۲ و ۲۰۲۰ از دیگر افتخارات او است.

## فعالیت حرفه‌ای

### المپیک ۲۰۱۶ ریو
اشتبلر در سال ۲۰۱۶ میلادی در المپیک ریو در وزن ۶۶ کیلو حاضر بود که در دور اول ادگاراس ونکایتیس از لیتوانی را شکست داد اما در دور بعد از دوور اشتفانک کشتی‌گیر صربستانی شکست خورد و با توجه به حضور این کشتی‌گیر در فینال، به دیدار شانس مجدد رفت. او در اولین مرحله شانس مجدد به اینوئه توموهیرو کشتی‌گیر ژاپنی باخت و از دور رقابت‌ها کنار رفت.

### مسابقات قهرمانی کشتی جهان ۲۰۱۷
اشتبلر در وزن ۷۱ کیلو مسابقات قهرمانی کشتی جهان ۲۰۱۷ پاریس حاضر بود که لوئیس ده لئون از دومینیکا، رسول چونایف از آذربایجان و پاول لیاخ از بلاروس، محمدعلی گرایی از ایران و دانیال کاتریج از مولداوی را شکست داد و به مرحله فینال رسید. در مرحله نهایی توانست با غلبه بر دیمیو ژادرایف از قزاقستان، مدال طلا را بدست آورد.

### مسابقات قهرمانی کشتی جهان ۲۰۱۸
اشتبلر در وزن ۷۲ کیلو مسابقات قهرمانی کشتی جهان ۲۰۱۸ بوداپست حاضر بود که پس از غلبه بر جورجی خوچوا از گرجستان، ابویزید مانتسیگوف از روسیه، دیمیو ژادرایف از قزاقستان و رسول چونایف از آذربایجان به فینال رسید. وی در فینال بالینت کورپاسی از مجارستان را شکست داد و مدال طلا وزن ۷۲ کیلوگرم را به دست آورد.

### مسابقات قهرمانی کشتی جهان ۲۰۱۹
اشتبلر در وزن ۶۷ کیلوگرم کشتی فرنگی مسابقات قهرمانی کشتی جهان ۲۰۱۹ نورسلطان حاضر بود که در مسابقه اول و دوم میرزوبک رحمت‌اف از ازبکستان و مورتن تورسن از نروژ را شکست داد اما در مسابقه بعد به اسماعیل بوررو از کوبا باخت و با توجه به حضور این کشتی‌گیر در فینال، به دیدار شانس مجدد رفت. او در مراحل شانس مجدد میهای میهات از رومانی و هان‌سو ریو از کره جنوبی را شکست داد و به دیدار رده‌بندی رسید. وی در این دیدار محمد ابراهیم السید از مصر را شکست داد و مدال برنز وزن ۶۷ کیلوگرم را به دست آورد.

### المپیک ۲۰۲۰ توکیو
اشتبلر در وزن ۶۷ کیلوگرم کشتی فرنگی المپیک ۲۰۲۰ توکیو حاضر بود که در کشتی اول ماته نمس از صربستان را شکست داد اما در کشتی بعد به محمدرضا گرایی از ایران باخت و با توجه به حضور این کشتی‌گیر در فینال، به دیدار شانس مجدد رفت. او در مرحله شانس مجدد خولیان اورتا از کلمبیا را شکست داد و به دیدار رده‌بندی رسید. وی در این دیدار راماز زویدزه از گرجستان را شکست داد و مدال برنز وزن ۶۷ کیلوگرم را به دست آورد.